# بورگپرپاخ
بورگپرپاخ (به آلمانی: Burgpreppach) یک منطقهٔ مسکونی در آلمان است که در هاسبرگه واقع شده‌است.